# Apogonia gracilipes
Apogonia gracilipes är en skalbaggsart som beskrevs av Heller 1896. Apogonia gracilipes ingår i släktet Apogonia och familjen Melolonthidae. Inga underarter finns listade i Catalogue of Life.